# Traipu (gemeente)
Traipu is een gemeente in de Braziliaanse deelstaat Alagoas. De gemeente telt 25.854 inwoners (schatting 2009).
De gemeente grenst aan Belo Monte, Batalha, Jaramataia, Girau do Ponciano, Campo Alegre, Olho d'Água Grande en São Brás.